# Klingenzell

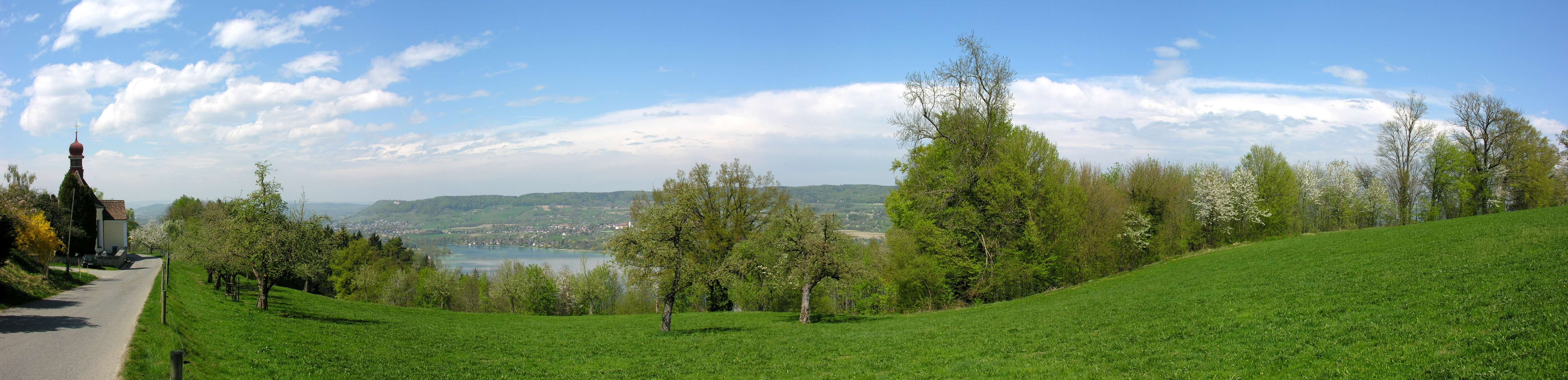
Klingenzell, Blick von Osten

Klingenzell ist ein Ortsteil der Gemeinde Mammern, einer politischen Gemeinde im Bezirk Frauenfeld des Kantons Thurgau in der Schweiz, und liegt erhöht am Südufer des Untersees.

## Kirche

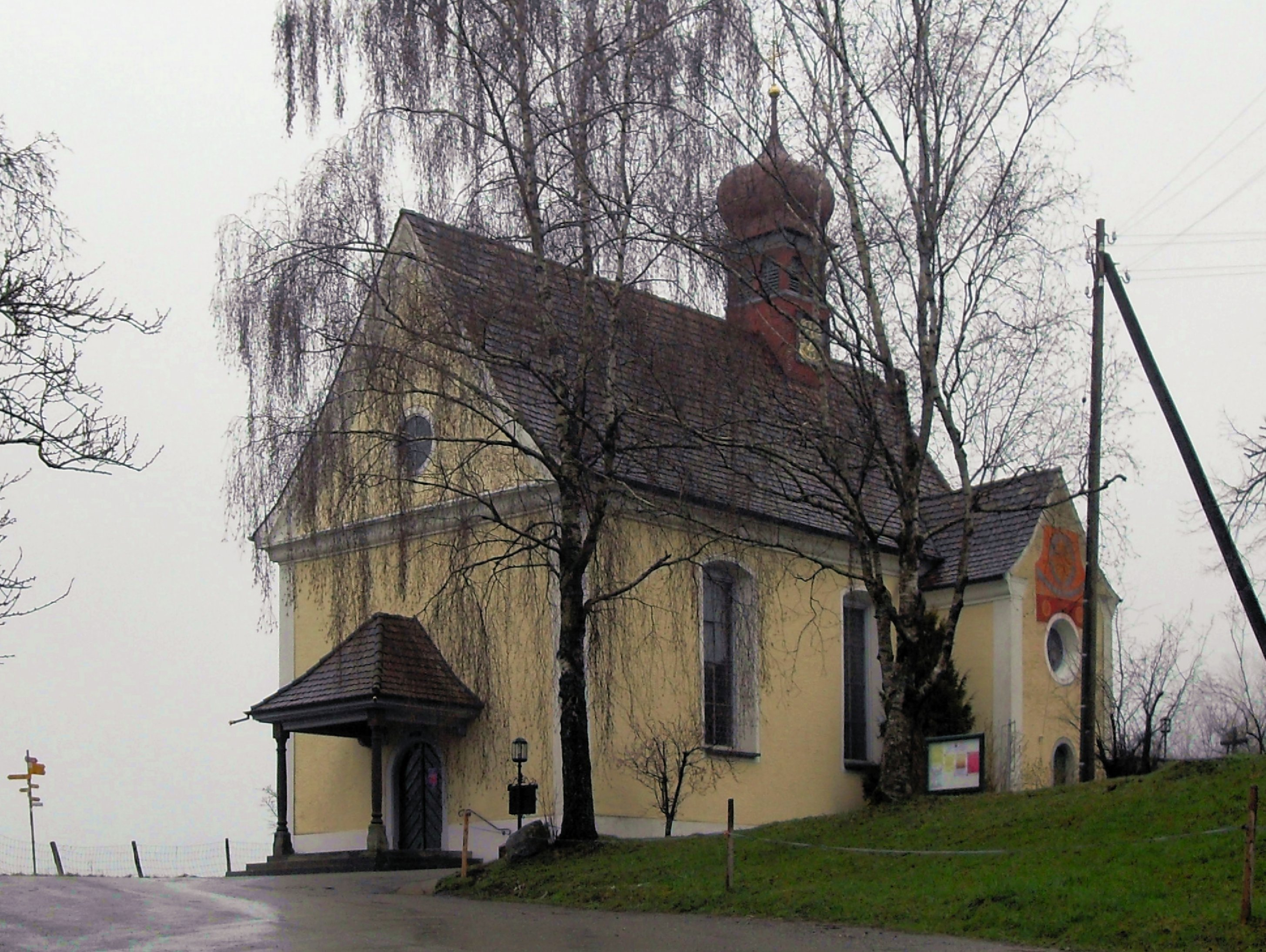
Wallfahrtskirche Sieben Schmerzen Mariä

Das Priorat wurde im Mittelalter durch die Herren von Hohenklingen (mit Hauptsitz auf Burg Hohenklingen) gegründet. Die Wallfahrtskirche Klingenzell ⊙ wurde 1705 der Schmerzensmutter Maria geweiht. Das Patrozinium wird am Freitag nach dem 5. Fastensonntag gefeiert. Die Kirche verfügt über eine Orgel des Heilbronner Orgelbauers Johann Heinrich Schäfer aus dem Jahr 1874.
Die Kirchgemeinde ist ein Teil des katholischen Seelsorgeverbandes Eschenz–Klingenzell–Mammern–Stein am Rhein.
Unterhalb der Kapelle Klingenzell wurde ein Kreuzweg mit 12 Stationen errichtet, der in Richtung Mammern an einer Mariengrotte vorbeiführt. Prozessionen finden jeweils zweimal im Jahr von der Kirche Eschenz nach Klingenzell statt.

## Umgebung
- Rund 800 Meter westlich der Wallfahrtskirche Klingenzell befindet sich auf einem Felssporn über dem Untersee das Schloss Freudenfels ⊙

- Südöstlich von Klingenzell liegt eine ehemalige Hochwacht (592 m ü. M.), welche zur Burg Hohenklingen gehörte und als Grenzsicherung und Brandwache diente. In den 1930er-Jahren entstand dort der Artilleriebeobachtungsbunker A 5600 ⊙ der Schweizer Grenzbefestigung.